# 3493 Stepanov
3493 Stepanov este un asteroid din centura principală, descoperit pe 3 aprilie 1976 de Nikolai Cernîh.